# Центральний комітет охорони пам'яток старовини і мистецтва в Україні
Центральний комітет охорони пам'яток старовини і мистецтва в Україні — державно-громадський орган, створений 12 травня 1917 на установчих зборах у Києві з метою збереження історичної та культурної спадщини. Складався з дійсних членів та членів-кореспондентів. Керівними органами були загальні збори, рада та ревізійна комісія. Організовували роботу комітету голова та секретар.
У липні 1917 ЦКОПСІМУ був включений до складу установ генерального секретарства освітних справ УЦР. Його діяльність була спрямована
на організацію обліку та складання реєстрів пам'яток, проведення історико-архітектурних, мистецтвознавчих та археологічних досліджень, запобігання вивезенню за
межі України культурних цінностей, надання допомоги місцевим музеям, архівам та бібліотекам у збиранні предметів старовини і мистецтва, влаштування спеціальних курсів, виставок, лекцій з метою популяризації
ідей збереження історико-культурної спадщини, видання наукової та популярної літератури. Зусиллями комітету було врятовано від пограбування
та знищення ряд відомих своїм культурним значенням садиб та палацових комплексів, церков, встановлено контроль за наданням дозволів на проведення археологічних розкопок, розроблено рекомендації з принципів та методики заміни пам'ятників, встановлених в Україні за російського царату, підготовлено проект закону про охорону пам'яток України. Спеціальна комісія зробила опис руйнувань і збитків, заподіяних пам'яткам
Києва більшовицькими військами в січні 1918. Серед дійсних членів комітету були М. Біляшівський (голова), М. Бойчук, М. Бурачек, М. Василенко, М. Грушевський, Д. Дорошенко, С. Драгоманов, Ф. Ернст, С.  О.  Єфремов, М. Жук, П. Зайцев, І. Каманін, В. Кричевський, В. Леонтович, В. Модзалевський, К. Мощенко, Г. Нарбут, Г. Павлуцький, М.  І.  Петров, В. Прокопович, Ю. Сіцінський, П. Тутковський, П. Холодний, Ф. Штейнгель, В. Щербаківський, Д. Щербаківський, Д. Яворницький
та ін. Комітет припинив існування у квітні 1918 після приходу до
влади уряду гетьмана П. Скоропадського.